# 冯国楣
冯国楣（1917年6月—2007年7月27日），男，江苏宜兴人，中国植物学家、园艺学家。中国科学院昆明植物研究所研究员。知名于对杜鹃花和山茶花的研究。

## 生平
1917年6月17日（一说14日）生于江苏省宜兴县扶风乡田舍里村。曾在无锡匡村私立中学学习，后因经济困难，在小学任教。1934年经堂叔向秦仁昌举荐，获准在江西庐山森林植物园任练习生、技佐。1938年全面抗日战争初期，随秦仁昌、陈封怀等学者逃难至昆明丽江，建设庐山植物园丽江工作站。1944年至1946年，在农林部金沙江林管处任技士，兼任丽江国立师范学校教员，主讲农艺。1946年，受聘为云南农林植物研究所职员，历任助理研究员、副研究员。
1949年10月中华人民共和国成立后，原工作单位改为中国科学院植物分类研究所昆明工作站，此后一直在这里工作，1958年升格为中国科学院昆明植物研究所。期间曾任昆明植物园首任主任。兼任中国花卉协会理事、中国杜鹃花协会首任理事长、中国植物学会理事、云南省园艺学会理事长等职。长期从事植物调查、采集、分类工作。1989年退休。晚年患有盲肠炎和阿尔茨海默病。
2007年7月27日上午8时18分在昆明市第二人民医院病逝，终年90岁。